# Ignacy Eliasz III
Ignacy Eliasz III – duchowny monofizyckiego kościoła jakobickiego, w latach 1917–1932 roku syryjsko-prawosławny patriarcha Antiochii.